# Nicolas Hénard
Nicolas Hénard (Calais, 16 september 1964) is een Frans zeiler.
Hénard won samen met Jean-Yves Le Déroff in 1988 de zilveren medaille tijdens de wereldkampioenschappen, later dat jaar wonnen zij samen de olympische titel in de Tornado.
Vier jaar later prolongeerde Hénard zijn olympische titel ditmaal samen met Jean-Yves Le Déroff.

## Belangrijkste resultaten

### Wereldkampioenschappen
| Jaar | Plaats  | Resultaten    |
| ---- | ------- | ------------- |
| 1988 | Tallinn | in de tornado |

### Olympische Zomerspelen
| Jaar | Plaats    | Resultaten |
| ---- | --------- | ---------- |
| 1988 | Seoel     | tornado    |
| 1992 | Barcelona | tornado    |